# 3564 Talthybius
3564 Talthybius је Јупитеров тројански астероид са пречником од приближно 68,92 .
Афел астероида је на удаљености од 5,427 астрономских јединица (АЈ) од Сунца, а перихел на 5,027 АЈ.
Ексцентрицитет орбите износи 0,038, инклинација (нагиб) орбите у односу на раван еклиптике 15,491 степени, а орбитални период износи 4365,748 дана (11,952 годину).
Апсолутна магнитуда астероида је 9,00 а геометријски албедо 0,093.
Астероид је откривен 15. октобра 1985. године.